# Comune di Aalborg
Il comune di Aalborg è un comune della Danimarca situato nella regione dello Jutland Settentrionale.
Il territorio comunale si estende a nord e a sud del Limfjorden, la parte settentrionale si trova quindi sull'isola di Vendsyssel-Thy nella parte settentrionale della regione.
Il comune è stato costituito nel 1970 accorpando il preesistente comune di Aalborg con i comuni di Hals, Nibe e Sejlflod per costituire un nuovo ente. Per estensione è il sesto comune della Danimarca, in ordine di popolazione è il terzo comune del paese dopo quelli di Copenaghen e Aarhus.

## Centri abitati
I centri abitati principali del comune sono:
- Aalborg (120 700)
- Klarup (5 328)
- Nibe (5 604)
- Nørresundby (24 281)
- Storvorde (3 478)
- Svenstrup (1 883)
- Vester Hassing (2 561)
- Vodskov (4 838)

## Amministrazione

### Gemellaggi
Il comune è gemellato con le seguenti località:
- Paesi Bassi: Almere
- Francia: Antibes
- Germania: Büdelsdorf
- Regno Unito: Edimburgo
- Norvegia: Fredrikstad
- Fær Øer: Fuglafjørður
- Irlanda: Galway
- Polonia: Gdynia
- Israele: Haifa
- Cina: Hefei
- Austria: Innsbruck

- Svezia: Karlskoga
- Regno Unito: Lancaster
- Svezia: Lerum
- Finlandia: Liperi
- Ucraina: Mykolaïv
- Islanda: Norðurþing
- Groenlandia: Nuuk und Scoresbysund
- Svezia: Orsa
- Svezia: Orust
- Polonia: Ośno Lubuskie
- Stati Uniti: Racine

- Svizzera: Rapperswil-Jona
- Norvegia: Rendalen
- Germania: Rendsburg
- Lettonia: Riga
- Finlandia: Riihimäki
- Stati Uniti: Solvang
- Romania: Tulcea
- Bulgaria: Varna
- Lituania: Vilnius
- Germania: Wismar